# Tänd ett ljus
"Tänd ett ljus" är en svensk jullåt skriven av Niklas Strömstedt och Lasse Lindbom, inspelad av poptrion Triad år 1987.
Låten blev mycket populär i Sverige: under 2000-talets första decennium låg den på en tredjeplats över mest spelade svenska julsånger, enligt statistik från Stim. Låten hade i december 2019 i flera år varit den mest spelade svenska jullåten.

## Låtbeskrivning
Texten handlar om att man i juletider skall tända ett levande ljus som symbol för hopp om en bättre värld. Avslutningen innehåller jul- och nyårshälsningar på olika språk. Vid inspelningen år 1987 framfördes låten mestadels utan instrument (a cappella). Fingerknäppen och vissa av körstämmorna spelas däremot med en sampler (den då nya Yamaha TX16W). De samplade röstljuden skapades speciellt för denna inspelning, men tonhöjden blev inte helt rätt på alla samplingarna, vilket är anledningen till att det stundtals låter lite falskt.

## Tillkomst
En dag, år 1987, kom Lasse Lindbom hem med hela refrängen till "Tänd ett ljus" färdig i huvudet. Housemartins a-cappella-sång i låten "Caravan of Love" hade blivit en stor jul-hit år 1986 och inspirerade Lindbom att göra även sin julsång med bara stämsång. Men det var redan november och han hade inte ens en vers till sången. Lindbom ringde efter Niklas Strömstedt, och de satte sig i studion och skrev snabbt färdigt låten medan ljudteknikern satt och väntade vid kontrollbordet.

## Nyinspelning
Redan år 1988 gjorde Triad en nyinspelning med gitarr- och stråkackompanjemang (och utan de samplade körerna).

I en officiell musikvideo syns även en fjärde sångare, nämligen Niels "Nisse" Nordin.

## Covers
- Shanes (1993)[6]
- Sandelin & Ekman (2007)[7]
- Amy Diamond (2008, En helt ny jul).[8]
- Dolly Style (2016).
- Klara & Jag (2019)[9]
- The Mamas (2020) "Shine a Light" . Engelsk-språkig version släppt november 2020.

Ison & Fille gjorde 2015 en tolkning av låten i Så mycket bättre (säsong 6).

## Listplaceringar
Sången toppade försäljningslistan i nio veckor. 
Singeln toppade den svenska singellistan den 6 januari 1988. Den låg på Svensktoppen i åtta veckor under perioden 20 december 1987-14 februari 1988.
| Lista (1987–1988, 2007, 2009–2011) | Topplacering |
| ---------------------------------- | ------------ |
| Sverige (Svenska singellistan)     | 1            |
| Sverige (Svensktoppen)             | 1            |

### Fotnoter
1. ↑  ””Mer jul” mest spelade jullåten”. svd.se. TT Spektra. 17 december 2010. Arkiverad från originalet den 7 mars 2016. https://web.archive.org/web/20160307130642/http://www.svd.se/mer-jul-mest-spelade-jullaten_5816443.
2. ↑  
”De mest spelade jullåtarna”. Stim. 10 december 2019. Arkiverad från originalet den 15 december 2019. https://web.archive.org/web/20191215165417/https://www.stim.se/sv/nyheter/de-mest-spelade-jullatarna-0. Läst 15 december 2019.  ”– Jultraditionerna är djupt rotade, det bekräftar årets topplista. ”Tänd ett ljus” har varit ohotad etta sedan många år tillbaka [...]”
3. 1 2  ”Triad”. Lasse Lindbom. http://www.lasselindbom.se/triad.htm. Läst 24 augusti 2011.
4. ↑  ”Triad - Triad”. popfakta.se. Svenskt rockarkiv. http://www.popfakta.se/sv/utgivning/e/6d914973-4d66-43ec-9262-ad5e579961d8/triad/. Läst 19 december 2019.
5. ↑  Tänd ett ljus på Youtube
6. ↑  En riktigt god jul på Svensk mediedatabas
7. ↑  Absolute music. 56 på Svensk mediedatabas
8. ↑  En helt ny jul på Svensk mediedatabas
9. ↑  ”Klara & Jag - Tänd ett ljus | ABSOLUTE Christmas Session”. YouTube. Warner Music Sweden. 8 december 2019. https://www.youtube.com/watch?v=WWUZ-gqFTxU. Läst 16 december 2021.
10. ↑  ”Triad”. Swedishcharts. http://www.swedishcharts.com/showitem.asp?interpret=Triad&titel=Triad&cat=a. Läst 24 augusti 2011.
11. ↑  Svensktoppen - 1987
12. 1 2  Svensktoppen - 1988
13. ↑  ”TRIAD - TÄND ETT LJUS (SONG)”. swedishcharts.com. https://swedishcharts.com/showitem.asp?interpret=Triad&titel=T%E4nd+ett+ljus&cat=s.